# Austrian Open 1998 - Qualificazioni doppio
Le qualificazioni del doppio  dell'Austrian Open 1998 sono state un torneo di tennis preliminare per accedere alla fase finale della manifestazione. I vincitori dell'ultimo turno sono entrati di diritto nel tabellone principale. In caso di ritiro di uno o più giocatori aventi diritto a questi sono subentrati i lucky loser, ossia i giocatori che hanno perso nell'ultimo turno ma che avevano una classifica più alta rispetto agli altri partecipanti che avevano comunque perso nel turno finale.
Le qualificazioni del doppio del torneo Austrian Open 1998 prevedevano 4 coppie partecipanti di cui una è entrata nel tabellone principale.

## Teste di serie
1. Emilio Benfele Álvarez /  Álex Calatrava (ultimo turno)

1. Stéphane Huet /  Oleg Ogorodov (primo turno)

## Qualificati
1. Gabrio Castrichella  /   Lars Rehmann

## Tabellone

### Legenda
| - Q = Qualificato - WC = Wild card - LL = Lucky loser | - ALT = Alternate - SE = Special Exempt - PR = Protected Ranking | - w/o = Walkover - r = Ritirato - d = Squalificato |

|  | Primo turno | Primo turno                           | Primo turno                      | Primo turno | Primo turno |  |  | Ultimo turno | Ultimo turno                          | Ultimo turno | Ultimo turno | Ultimo turno |  |
|  |             |                                       |                                  |             |             |  |  |              |                                       |              |              |              |  |
|  | 1           | Emilio Benfele Álvarez Álex Calatrava | 3                                | 6           | 7           |  |  |              |                                       |              |              |              |  |
|  |             | Jürgen Melzer Alexander Peya          | 6                                | 4           | 6           |  |  | 1            | Emilio Benfele Álvarez Álex Calatrava | 6            | 6            | 1            |  |
|  |             | Gabrio Castrichella Lars Rehmann      | Gabrio Castrichella Lars Rehmann | 6           | 7           |  |  |              | Gabrio Castrichella Lars Rehmann      | 3            | 7            | 6            |  |
|  | 2           | Stéphane Huet Oleg Ogorodov           | Stéphane Huet Oleg Ogorodov      | 1           | 6           |  |  |              |                                       |              |              |              |  |